# Dapayk

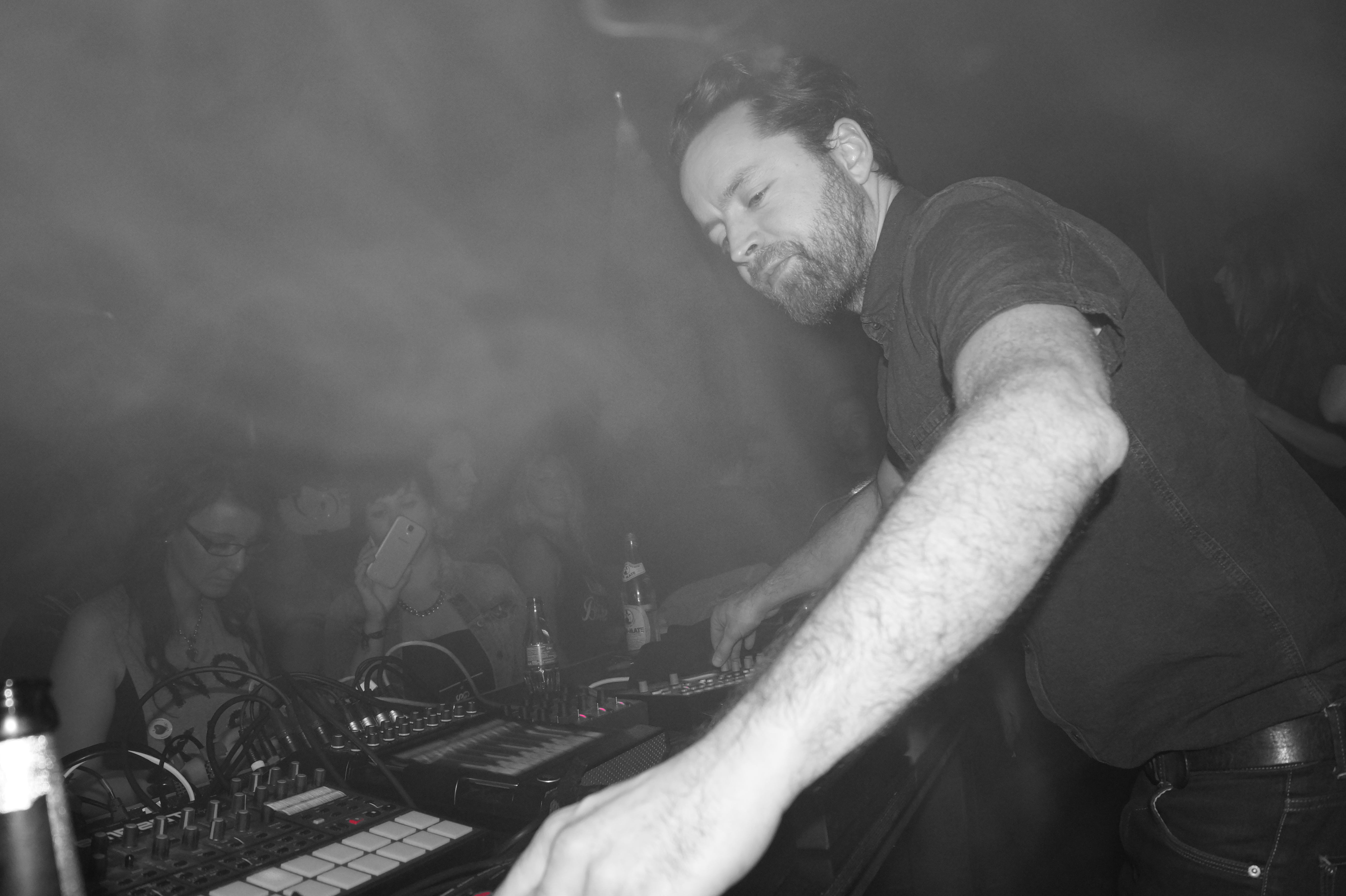
Dapayk @ I Love Vinyl Wintersession 2013

Dapayk é o pseudônimo do músico, Gravador Musical e produtor de música Techno alemão, Niklas Worgt (nascido em 8 de fevereiro de 1978 em Bad Frankenhausen, círculo Artern na antiga GDR). Ele é um dos os protagonistas do minimal techno na Alemanha.

## Vida privada
Em 29 de julho de 2006 Niklas Worgt casou-se depois de dez anos de parceria com a modelo Eva Padberg. Eles vivem em Berlim.